# 新巴尔虎右旗
新巴爾虎右旗，简称新右旗、西旗，為內蒙古自治區呼倫貝爾市所轄一個旗。人口近4万，是一个以蒙古族为主体，汉、达斡尔、鄂温克、鄂伦春、回、满等11个民族聚居的边疆少数民族地区。

## 历史沿革
巴尔虎，系蒙古族之一部落名，后金时期属喀尔喀。由于巴尔虎蒙古人迁至呼伦贝尔的时间不同，故称先来为陈巴尔虎，后来者为新巴尔虎。清朝雍正年间，清廷将新巴尔虎归属新巴尔虎两翼八旗。1932年，满洲国设兴安东分省，辖大兴安岭以东地区，设兴安北分省辖大兴安岭以西地区；同年6月27日公布《兴安省管制》后，撤销呼伦贝尔副都统衙门、海拉尔市政筹备处及呼伦、胪滨、室韦、奇乾四县。废除索伦八旗制；将新巴尔虎左翼四旗改为新巴尔虎左旗，新巴尔虎右翼四旗改为新巴尔虎右旗。1948年属内蒙古自治政府辖下的呼伦贝尔盟，1949年属呼纳盟。中华人民共和国成立後，仍属呼伦贝尔盟。

## 地理
新巴爾虎右旗是內蒙古自治區19個邊境旗（市）和23個牧業旗之一，位於中國東北邊陲，北方、西方與南方個有三大面積呈三角各與俄蒙交界，旗內國境線總長515公里，其中：中俄邊境線48公里、中蒙邊境線長達467公里。该地处呼伦贝尔草原腹地，中俄蒙三国交界处，总面积2.5万平方公里。

## 行政区划
新巴尔虎右旗下辖3个镇、4个苏木：
阿拉坦额莫勒镇、阿日哈沙特镇、呼伦镇、贝尔苏木、克尔伦苏木、达赉苏木和宝格德乌拉苏木。

## 人口
根據第七次人口普查數據，截至2020年11月1日零時，新巴爾虎右旗常住人口為38358人。

## 产业
地处草原，以畜牧業為主，出产的西旗羊肉为中国地理标志产品。
2008年，全旗地区生产总值完成33.5亿元，财政总收入突破10亿元，固定资产投资完成40亿元。城镇居民人均可支配收入完成11,295元，牧民人均纯收入完成6,980元，人均地区生产总值达到9.8万元，人均财政收入达到2.9万元。

## 交通
- 331国道过境。